# Geneviève Aclocque
Pour les articles homonymes, voir Aclocque.
Geneviève Aclocque (Léopoldine Marcelle Geneviève Aclocque), née à Lyon le 5 mai 1884 et décédée à Saint-Antoine-du-Rocher (Indre-et-Loire) le 28 août 1967, est une historienne française.

## Biographie
Geneviève Aclocque est la fille de Fernand Aclocque, polytechnicien, chef d'escadron d'artillerie, et de Blanche Duchanoy. En 1906, elle est classée quatrième sur les vingt reçus au concours d'entrée à l'École nationale des chartes. Reçue archiviste paléographe en 1910, elle est la première femme française diplômée de l'École des chartes.
Cela lui permet d'acquérir une certaine renommée, devenant le symbole des nouvelles possibilités offertes aux femmes. On peut ainsi lire dans le journal Le Radical du 12 novembre 1906 :
« Le public qui constate qu'en dépit des difficultés accumulées devant elles les femmes... en la personne de Mlle Acloque [sic], arrivée quatrième à l'École des Chartes, sur vingt élèves admis ; le public ne peut plus croire à l'infériorité du sexe féminin. Alors ! Qu'attend-on pour faire, des équivalentes des hommes, leurs égales devant la loi ? »
Elle ne travaille cependant pas mais épouse à Paris en 1913 Louis de Laire, vicomte d'Espagny qui meurt l'année suivante puis, en secondes noces, Joseph de Croy, lui aussi archiviste paléographe. Elle poursuit cependant ses recherches historiques et reçoit pour cela des prix et distinctions (deuxième médaille au concours des Antiquités de la France à l'Académie des inscriptions et belles-lettres en 1917, et promue officier d'Académie en 1929. Elle appartient à des sociétés savantes (Société de l'École des chartes, Société de l'histoire de France, etc.).

## Distinctions
- Officier d'académie

## Publications
- Études sur le commerce et l'industrie à Chartres depuis le XIe siècle jusqu'à la fin du ministère de Colbert : thèse, Abbeville, imprimerie F. Paillart 1910.
- Les corporations, l'industrie et le commerce à Chartres, du XIe siècle à la Révolution, Paris : éditions Picard, 1917, réédité par B. Franklin, New York 1967.
- André-Arnoult Aclocque, commandant général de la garde nationale parisienne, 1748-1802 : un défenseur du roi, Paris, A. et J. Picard, 1947.
- Un épisode sur la presse clandestine au temps de Madame de Pompadour, Paris Clavreuil, 1963.